# Ametista do Sul
Ametista do Sul es un municipio brasilero del estado de Rio Grande do Sul. Es conocido como la capital mundial de la piedra amatista, nombre que lleva a causa de las actividades económicas relacionadas con esa piedra preciosa.
Se encuentra ubicado a una latitud de 27º21' Sur y una longitud de 53º10' Oeste, estando a una altitud de 505 metros sobre el nivel del mar. Su población estimada en el año 2016 era de 7.573 habitantes. 
Ocupa una superficie de 93,490 km².

## Historia
El municipio de Ametista do Sul tuvo su origen en la década de 1940 por ser una región de difícil acceso, debido a la irregularidad de su terreno y tener en esa época una espesa vegetación muy cerrada y casi intransitable. Sirvió para que varios criminales y fugitivos se refugiasen hasta que poco a poco fueron apareciendo senderos en medio de esta cerrada selva. Estos caminos conectarían a varios poblados como Iraí, Planalto, Barril (antigua denominación de Frederico Westphalen) y Rodeio Bonito.
En esta misma época fueron descubiertas las piedras preciosas, y con ellas comenzaron a llegar las personas para dedicarse a la Minería Artesanal y de Pequeña Escala, entre ellos algunos alemanes. A mediados de 1950 comenzaba a surgir un pequeño comercio, ya que muchas familias llegaban de la región de la Gran Caxias do Sul, para trabajar la fértil tierra trayendo la tradición religiosa de los italianos. Frente a este pequeño comercio fue construido, en la parte superior de un árbol, un pequeño altar dentro de una caja de madera, donde fue colocada la estatua del Arcángel San Gabriel, dando nombre al lugar hasta el año 1992.
En la década de 1950, fue instalada en San Gabriel la escuela rural de 1° grado, se construyó la iglesia, las primeras calles y el club de fútbol. En la década de 1960 pasó a formar parte del municipio de Iraí, cambiando entonces su denominación por la de San Gabriel de Iraí. La antigua capilla pasó a ser la parroquia de San Gabriel por el obispo João Hoffmann de Frederico Westphalen. En 1964, San Gabriel pasa a ser el segundo distrito del municipio de Planalto, y la agricultura pasa a tener un papel importante, con importancia en la cría de cerdos.
En los años 70s, además de la agricultura y la pecuaria se dio lugar a la extracción de piedras preciosas a gran escala, como amatistas y ágatas. Con la instalación de grandes empresas exportadoras en el distrito, los negocios comenzaron a prosperar, llegando así más máquinas y habitantes para la explotación de estos minerales.
En los años 80s, el pequeño poblado empezó a tomar forma de ciudad, con calles y avenidas bien trazadas e veredas, con agua potable, iluminación, servicio telefónico y gimnasio polideportivo, entre otros. 
En los años 90s, un movimiento de emancipación consiguió la creación del municipio bajo la ley n.º 9570, sancionada por el gobernador Alceu Collares, el 20 de marzo de 1992, denominándolo Ametista do Sul, el cual fue desmembrado de los municipios de Planalto con una superficie de 65%, Rodeio Bonito un 5%, y de Iraí un 30%.
Ametista do Sul tiene como patrono a San Gabriel, fiesta que se celebra el 29 de septiembre. El aniversario de la ciudad se festeja el día 20 de marzo, con una exposición de piedras preciosas cada dos años.

### Historia de la actividad minera

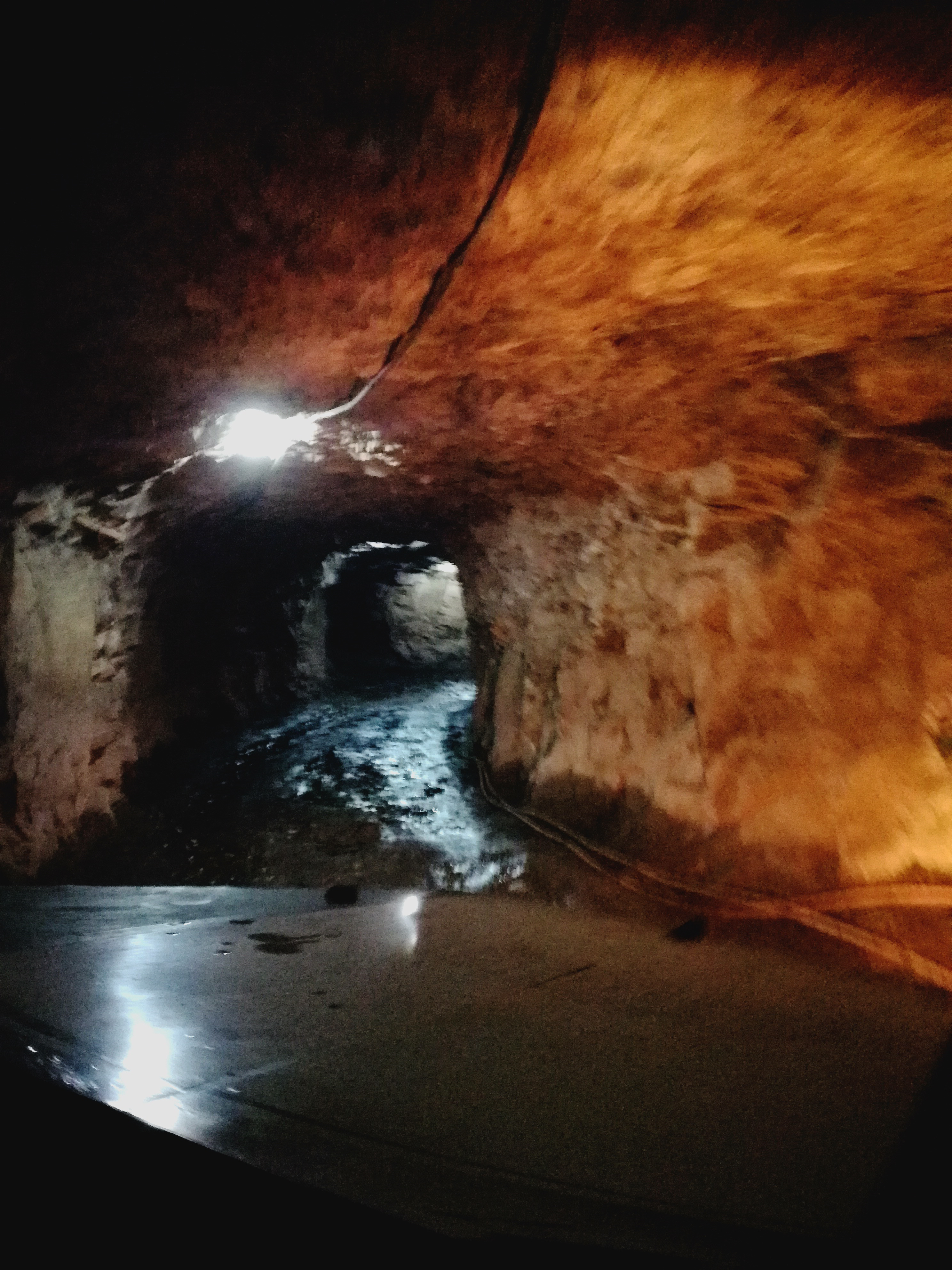
Túnel en galería en Ametista do Sul.

Surgida hace más de 100 años, la extracción en el Medio y Alto Uruguay en Río Grande del Sur tuvo su inicio cuando cazadores y primeros pioneros que habitaban la región encontraron en 1930 las primeras piedras sobre las raíces de los árboles, en los cursos de los arroyos y en áreas deforestadas. 
Al terminar la Segunda Guerra Mundial, debido al gran valor comercial de las piedras, el interés por explotarlas aumentó. En esa época surgen los primeros garimpeiros (recolectores de piedras a baja escala), que hacían excavaciones en forma de pozos a cielo abierto.
En 1972 fue el auge de la producción, y las extracciones que eran hechas al aire libre, pasan a ser bajo la tierra en forma de galerías que actualmente llegan a tener una extensión a aproximadamente de 800 metros.

## Geografía
Forma parte de la Microrregión de Frederico Westphalen. Se localiza a una latitud de 27º21'38" sur y una longitud de 53º10'54" oeste, estando a una altitud de 505 metros sobre el nivel del mar. Posee una superficie de 75,968 km².

### División geográfica
El primer distrito es la sede municipal y cuenta con un segundo distrito conocido como Linha de São Valentim da Gruta que a su vez se divide en las siguientes villas: São Rafael, Barreiro Grande, Barreirinho, Alto Barreirinho, Santa Catarina, Sangão, Santo Antão, São Valentin da Gruta, Tajuva, Pedra, Santo Antônio, Três Coqueiros, Fátima, Linha Alta, Linha Curta.
Las distancias entre la sede municipal y las villas varían de entre 2 a 10 km, y los accesos se encuentran entoscados.

### Clima
El clima predominante es el subtropical, con dos masas de aire que predominan, la Masa Polar Atlántica, trayendo bajas temperaturas y la Masa Tropical Atlántica, trayendo altas temperaturas. 

## Economía
La principal actividad económica del municipio, que representa aproximadamente el 75% de los ingresos, es la minería, con la extracción de piedras preciosas, como ser ágatas y amatistas, además de varios tipos de minerales para colección.
La agricultura con pequeñas propiedades (minifundos) que contabilizan un total de 650 inmuebles, producen principalmente porotos, maíz y soja. El municipio posee además alrededor de 100 establecimientos comerciales y 15 establecimientos industriales de pequeño porte.
Actualmente se está produciendo una concientización entre los agricultores para diversificar sus propiedades agrícolas ampliando los horizontes en la  citricultura, piscicultura, plantación de pepinos y la viticultura.
En la pecuaria existe una pequeña producción de subsistencia, con cerdos, aves y bovinos, teniendo el ganado lechero una media de 2000 litros diarios.
El municipio cuenta con un proyecto vitivinícola iniciado en 1997 con 8 agricultores y 4 hectáreas y que actualmente posee más de 50 agricultores integrados con 150 hectáreas plantadas.